# Sulcis-Iglesiente

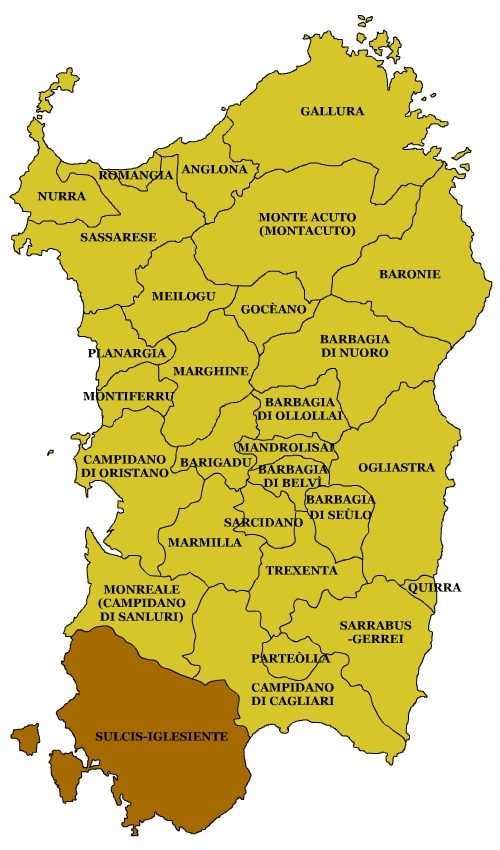
Sulcis-Iglesiente.

Sulcis-Iglesiente es una subregión de Cerdeña situada en el suroeste de la isla.
Antiguamente el territorio pertenecía al Juzgado de Cagliari. Se trata de la subregión más grande de Cerdeña, e incluye las islas de Sant'Antioco y San Pietro.
Destaca por su histórica actividad minera, desarrollada sobre todo en el último siglo en la provincia de Cerdeña del Sur. En su territorio se encuentra una necrópolis de unas cuarenta domus de janas datada de hace más de 5.000 años, considerada la más importante del sur de Cerdeña.
Limita al norte con las subregiones de Monreale y Campidano di Cagliari.